# Mosens (Dordonya)
Mosens (en francès Mouzens) és un municipi francès situat al departament de la Dordonya i a la regió de la Nova Aquitània.

## Demografia
| 1962                                       | 1968 | 1975 | 1982 | 1990 | 1999 | 2007 |
| ------------------------------------------ | ---- | ---- | ---- | ---- | ---- | ---- |
| 220                                        | 214  | 186  | 202  | 196  | 227  | 240  |
| Des de 1962: població sense dobles comptes |      |      |      |      |      |      |

## Administració
| Període   | Identitat             | Partit |
| --------- | --------------------- | ------ |
| 1945-1953 | René Valeille-Manet   |        |
| 1953-1983 | Paul Soulié           |        |
| 1983-1989 | Guy Montagne          |        |
| 1989-1995 | Guy Champagne         |        |
| 1995-     | Jean-Claude de Royère |        |